# Калиф-аист
«Кали́ф-а́ист» — советский художественный музыкальный телефильм 1969 года по мотивам одноимённого произведения Вильгельма Гауфа.

## Сюжет
Во дворец к калифу багдадскому заходит бродячий торговец редкостями и диковинками. В его сундуке калиф обнаружил коробочку с чёрным порошком и древним пергаментом. Калиф купил коробочку и решил узнать, в чём смысл текста, заключавшегося в ней. Мудрец Селим расшифровал письмена и сообщил калифу — тот, кто понюхает порошок и три раза произнесёт волшебное слово Мутабор, сможет превратиться в любое животное по желанию и понимать язык зверей и птиц.
Калиф и его первый визирь выполнили инструкции древнего пергамента, но забыли про важное предупреждение. Превратившись в аистов, они засмеялись, чего делать было нельзя. Теперь калиф и визирь забыли волшебное слово и не смогут превратиться обратно в людей. Порошок им подбросил под видом торговца злой волшебник Кашнур. Если калиф хочет вернуть себе человеческий облик, ему нужно найти логово волшебника. Калифу удалось найти место, где прятался волшебник, и подслушать заветное слово. Благодаря этому калиф и визирь спаслись, а калиф ещё и расколдовал несчастную принцессу, которую Кашнур заключил в облик совы.

## В ролях
- Владимир Андреев — калиф
- Сергей Мартинсон — визирь
- Наталья Селезнёва — принцесса из Бенареса
- Георгий Милляр — Селим, мудрец
- Валентин Гафт — Кашнур, волшебник
- Фауста Иванова — 1-й аист (в титрах — Фаина Иванова)
- Марина Полбенцева — 2-й аист
- Расми Джабраилов — 1-й разбойник
- Леон Спендиаров — 2-й разбойник
- Рафаэль Вильялона — 1-й слуга Кашнура
- Жак Сильвестр — 2-й слуга Кашнура
- Владимир Бамдасов — 1-й царедворец
- В. Гульчинский — 2-й царедворец
- Александр Лебедев — 3-й царедворец

## Съёмочная группа
- Режиссёр: Владимир Храмов
- Сценаристы: Зоя Петрова при участии Владимира Лугового
- Оператор: Евгений Русаков
- Композитор: Георгий Гаранян
- В фильме также использована музыка не упомянутых в титрах Джона Леннона и Пола Маккартни (композиция «Can’t Buy Me Love») и Аркадия Островского (мелодия песни «Спят усталые игрушки»).